# جان فرانسوا كورت
جان فرانسوا كورت (بالفرنسية: Jean-François Court)‏ هو مصارع هاوي فرنسي، ولد في 1 سبتمبر 1957 في باريس في فرنسا.

## وصلات خارجية
- جان فرانسوا كورت على موقع قاعدة بيانات المصارعة الدولية (الإنجليزية)
- جان فرانسوا كورت على موقع اللجنة الأولمبية الدولية (الإنجليزية)
- جان فرانسوا كورت على موقع أوليمبيديا (الإنجليزية)